# Lijst van voetbalinterlands Jordanië - Oman
Deze lijst van voetbalinterlands is een overzicht van alle officiële voetbalwedstrijden tussen de nationale teams van Jordanië en Oman. De landen hebben tot op heden 22 keer tegen elkaar gespeeld. De eerste ontmoeting, een vriendschappelijke wedstrijd, vond plaats in Muscat op 14 februari 1981. Het laatste duel, een kwalificatiewedstrijd voor het Wereldkampioenschap voetbal 2026, werd gespeeld op 5 juni 2025 in de Omaanse hoofdstad.

## Wedstrijden
| №  | Plaats  | Datum             | Competitie                 | Wedstrijd       | Uitslag |
| -- | ------- | ----------------- | -------------------------- | --------------- | ------- |
| 1  | Muscat  | 14 februari 1981  | Vriendschappelijk          | Oman − Jordanië | 0 − 1   |
| 2  | Muscat  | 16 februari 1981  | Vriendschappelijk          | Oman − Jordanië | 0 − 2   |
| 3  | Amman   | 20 januari 1989   | WK 1990 kwalificatie       | Jordanië − Oman | 2 − 0   |
| 4  | Muscat  | 10 februari 1989  | WK 1990 kwalificatie       | Oman − Jordanië | 0 − 2   |
| 5  | Beiroet | 20 juli 1997      | Vriendschappelijk          | Jordanië − Oman | 3 − 1   |
| 6  | Amman   | 27 augustus 1999  | Vriendschappelijk          | Jordanië − Oman | 2 − 0   |
| 7  | Muscat  | 8 oktober 2003    | Vriendschappelijk          | Oman − Jordanië | 2 − 1   |
| 8  | Muscat  | 1 maart 2006      | Azië Cup 2007 kwalificatie | Oman − Jordanië | 3 − 0   |
| 9  | Amman   | 15 november 2006  | Azië Cup 2007 kwalificatie | Jordanië − Oman | 3 − 0   |
| 10 | Muscat  | 11 december 2007  | Vriendschappelijk          | Oman − Jordanië | 0 − 3   |
| 11 | Teheran | 11 augustus 2008  | West-Azië Cup 2008         | Jordanië − Oman | 3 − 1   |
| 12 | Muscat  | 14 november 2008  | Vriendschappelijk          | Oman − Jordanië | 2 − 0   |
| 13 | Muscat  | 16 oktober 2012   | WK 2014 kwalificatie       | Oman − Jordanië | 2 − 1   |
| 14 | Amman   | 18 juni 2013      | WK 2014 kwalificatie       | Jordanië − Oman | 1 − 0   |
| 15 | Amman   | 15 oktober 2013   | Azië Cup 2015 kwalificatie | Jordanië − Oman | 0 − 0   |
| 16 | Muscat  | 31 januari 2014   | Azië Cup 2015 kwalificatie | Oman − Jordanië | 0 − 0   |
| 17 | Muscat  | 7 oktober 2016    | Vriendschappelijk          | Oman − Jordanië | 1 − 1   |
| 18 | Amman   | 11 september 2018 | Vriendschappelijk          | Jordanië − Oman | 0 − 0   |
| 19 | Dubai   | 20 maart 2021     | Vriendschappelijk          | Oman − Jordanië | 0 − 0   |
| 20 | Amman   | 26 september 2022 | Vriendschappelijk          | Jordanië − Oman | 1 − 0   |
| 21 | Amman   | 15 oktober 2024   | WK 2026 kwalificatie       | Jordanië − Oman | 4 − 0   |
| 22 | Muscat  | 5 juni 2025       | WK 2026 kwalificatie       | Oman − Jordanië | 0 − 3   |

## Samenvatting
| Competitie            | Totaal gespeeld | Winst Jordanië | Gelijk | Winst Oman | Doelsaldo Jordanië – Oman |
| --------------------- | --------------- | -------------- | ------ | ---------- | ------------------------- |
| WK-kwalificatie       | 6               | 5              | 0      | 1          | 13 − 2                    |
| Azië Cup-kwalificatie | 4               | 1              | 2      | 1          | 3 − 3                     |
| West-Azië Cup         | 1               | 1              | 0      | 0          | 3 − 1                     |
| Vriendschappelijk     | 11              | 6              | 3      | 2          | 14 − 6                    |
| Totaal                | 22              | 13             | 5      | 4          | 33 − 12                   |

JFA · A-internationals · Bondscoaches · Selecties · Jordaans vrouwenelftal · Olympisch elftal · Jordanië U20 · Jordanië U19 · Jordanië U18 · Jordanië U17
1953 – 1969 · 
1970 – 1979 · 
1980 – 1989 · 
1990 – 1999 · 
2000 – 2009 · 
2010 – 2019 ·
2020 − 2029
1953 · 
1954 · 1955 · 1956 · 
1957 · 
1958 · 1959 · 1960 · 1961 · 1962 · 
1963 · 
1964 · 
1965 · 
1966 · 
1967 · 1967 · 1969 · 1970 · 
1971 · 
1972 · 1973 · 
1974 · 
1975 · 
1976 · 
1977 · 1978 · 1979 · 1980 · 
1981 · 
1982 · 
1983 · 
1984 · 
1985 · 
1986 · 
1987 · 
1988 · 
1989 · 
1990 · 
1991 · 
1992 · 
1993 · 
1994 · 1995 · 
1996 · 
1997 · 
1998 · 
1999 · 
2000 · 
2001 · 
2002 · 
2003 · 
2004 · 
2005 · 
2006 · 
2007 · 
2008 · 
2009 · 
2010 · 
2011 · 
2012 · 
2013 · 
2014 ·
2015 ·
2016 ·
2017 ·
2018 ·
2019 ·
2020 ·
2021 ·
2022 ·
2023
Afghanistan ·
Albanië ·
Algerije ·
Armenië ·
Australië ·
Azerbeidzjan ·
Bahrein ·
Bangladesh ·
Bosnië en Herzegovina ·
Bulgarije ·
Cambodja ·
China ·
Colombia ·
Cyprus ·
Ecuador ·
Egypte ·
Estland ·
Filipijnen ·
Finland ·
Georgië ·
Haïti ·
Hongarije ·
Hongkong ·
India ·
Indonesië ·
Irak ·
Iran ·
Ivoorkust ·
Jamaica ·
Japan ·
Jemen ·
Kazachstan ·
Kenia ·
Kirgizië ·
Koeweit ·
Kosovo ·
Kroatië ·
Laos ·
Libanon ·
Libië ·
Litouwen ·
Maleisië ·
Malta ·
Marokko ·
Mauritanië ·
Moldavië ·
Nepal ·
Nieuw-Zeeland ·
Nigeria ·
Noord-Korea ·
Noorwegen ·
Oezbekistan ·
Oman ·
Pakistan ·
Palestina ·
Paraguay ·
Qatar ·
Saoedi-Arabië ·
Servië ·
Sierra Leone ·
Singapore ·
Slowakije ·
Soedan ·
Spanje ·
Sri Lanka ·
Syrië ·
Tadzjikistan ·
Taiwan ·
Thailand ·
Trinidad en Tobago ·
Tsjaad ·
Tunesië ·
Turkmenistan ·
Uruguay ·
Verenigde Arabische Emiraten ·
Vietnam ·
Wit-Rusland · 
Zambia ·
Zimbabwe ·
Zuid-Jemen ·
Zuid-Korea ·
Zuid-Soedan ·
Zweden
OFA · A-internationals · Bondscoaches · Statistieken · Olympisch elftal · Oman U21 · Oman U20 · Oman U19 · Oman U18 · Oman U17
1970 – 1979 · 
1980 – 1989 · 
1990 – 1999 · 
2000 – 2009 · 
2010 – 2019 ·
2020 − 2029
1974 · 
1975 · 
1976 · 
1977 · 
1978 · 
1979 · 
1980 · 
1981 · 
1982 · 
1983 · 
1984 · 
1985 · 
1986 · 
1987 · 
1988 · 
1989 · 
1990 · 
1991 · 
1992 · 
1993 · 
1994 · 
1995 · 
1996 · 
1997 · 
1998 · 
1999 · 
2000 · 
2001 · 
2002 · 
2003 · 
2004 · 
2005 · 
2006 · 
2007 · 
2008 · 
2009 · 
2010 · 
2011 · 
2012 · 
2013 · 
2014 ·
2015 ·
2016 ·
2017 ·
2018 ·
2019 ·
2020 ·
2021 ·
2022 ·
2023
Afghanistan ·
Algerije ·
Australië ·
Azerbeidzjan ·
Bahrein ·
Bangladesh ·
Benin ·
Bhutan ·
Bosnië en Herzegovina ·
Brazilië ·
Bulgarije ·
Burkina Faso ·
Chili ·
China ·
Congo-Kinshasa ·
Costa Rica ·
Duitsland ·
Ecuador ·
Egypte ·
Estland ·
Filipijnen ·
Finland ·
Gabon ·
Guam ·
Haïti ·
Hongkong ·
Ierland ·
India ·
Indonesië ·
Irak ·
Iran ·
Japan ·
Jemen ·
Jordanië ·
Kazachstan ·
Kenia ·
Kirgizië ·
Koeweit ·
Kosovo ·
Laos ·
Letland ·
Libanon ·
Liberia ·
Libië ·
Macau ·
Malediven ·
Maleisië ·
Mali ·
Marokko ·
Mauritanië ·
Mozambique ·
Myanmar ·
Nepal ·
Nieuw-Zeeland ·
Noord-Korea ·
Noord-Macedonië ·
Noorwegen ·
Oezbekistan ·
Pakistan ·
Palestina ·
Paraguay ·
Qatar ·
Saoedi-Arabië ·
Senegal ·
Singapore ·
Slovenië ·
Soedan ·
Somalië ·
Sri Lanka ·
Syrië ·
Tadzjikistan ·
Taiwan ·
Thailand ·
Togo ·
Tunesië ·
Turkmenistan ·
Uruguay ·
Verenigde Arabische Emiraten ·
Verenigde Staten ·
Vietnam ·
Wit-Rusland ·
Zambia ·
Zimbabwe ·
Zuid-Korea ·
Zweden ·
Zwitserland